# San Giuseppe da Copertino (titolo cardinalizio)
San Giuseppe da Copertino (in latino: Titulus Sancti Iosephi a Cupertino) è un titolo cardinalizio istituito da papa Francesco il 14 febbraio 2015, in occasione del 2° concistoro ordinario pubblico del suo pontificato. Il titolo insiste sulla chiesa di San Giuseppe da Copertino, sita nel quartiere Cecchignola di Roma.
Dal 14 febbraio 2015 il titolare è il cardinale José Luis Lacunza Maestrojuán, vescovo emerito di David.

## Titolari
- José Luis Lacunza Maestrojuán, O.A.R., dal 14 febbraio 2015.